# Мулінське сільське поселення
Му́лінське сільське поселення (рос. Мулинское сельское поселение) — адміністративна одиниця у складі Нагорського району Кіровської області Росії. Адміністративний центр поселення — село Муліно.

## Історія
Станом на 2002 рік на території сучасного поселення існували такі адміністративні одиниці:
- Качонський сільський округ (присілки Зуєвці, Ільмовці, Ісаковці, Качонки, Лаврентьєвці)
- Мулінське сільського округу (село Муліно, селище, Липове, присілки Аникинці, Деменки, Жуки, Ігнашата, Коберці, Кузнеці, Лапченки, Маракуліно, Малашата, Назаровці, Огненки, Осип'ята, Панфілята, Романи, Сабельці, Шулаки)

Поселення було утворене згідно із законом Кіровської області від 7 грудня 2004 року № 284-ЗО у рамках муніципальної реформи шляхом об'єднання Качонського та Мулінського сільських округів.

## Населення
Населення поселення становить 508 осіб (2017; 551 у 2016, 594 у 2015, 628 у 2014, 640 у 2013, 684 у 2012, 743 у 2010, 1174 у 2002).

## Склад
До складу поселення входять 17 населених пункти:
| Населений пункт        | Населення, осіб (2002) | Населення, осіб (2010) |
| ---------------------- | ---------------------- | ---------------------- |
| Аникинці, присілок     | 6                      | 3                      |
| Деменки, присілок      | 1                      | -                      |
| Жуки, присілок         | 1                      | 0                      |
| Зуєвці, присілок       | 67                     | 40                     |
| Ігнашата, присілок     | 2                      | -                      |
| Ільмовці, присілок     | 8                      | 3                      |
| Ісаковці, присілок     | 3                      | 0                      |
| Качонки, присілок      | 76                     | 38                     |
| Коберці, присілок      | 3                      | 0                      |
| Кузнеці, присілок      | 2                      | 1                      |
| Лаврентьєвці, присілок | 0                      | -                      |
| Лапченки, присілок     | 66                     | 38                     |
| Липове, селище         | 475                    | 252                    |
| Маракуліно, присілок   | 54                     | 34                     |
| Малашата, присілок     | 3                      | 2                      |
| Муліно, село           | 259                    | 230                    |
| Назаровці, присілок    | 113                    | 88                     |
| Огненки, присілок      | 0                      | -                      |
| Осип'ята, присілок     | 2                      | -                      |
| Панфілята, присілок    | 2                      | 0                      |
| Романи, присілок       | 0                      | -                      |
| Сабельці, присілок     | 18                     | 9                      |
| Шулаки, присілок       | 13                     | 5                      |